# Bilhetes do Metropolitano de Londres
Os Bilhetes do Metropolitano de Londres são feitos a partir de uma mistura de papel e de cartão de bilhete eletrônico inteligente.

## Máquinas de bilhetes
As máquinas de bilhetes da London Underground em todas as estações suportam os seguintes 17 idiomas: Inglês, Espanhol, Francês, Alemão, Italiano, Japonês, Árabe, Bengali, Chinês, Grego, Gujarati, Hindi, Polaco, Punjabi, Tamil, Turco e Urdu. Antes de 2009, algumas máquinas de bilhetes eram multilingues; eles suportavam seis idiomas e essas máquinas tinham inglês, espanhol, francês, alemão, italiano e japonês. Os novos idiomas foram adicionados como parte do Programa de Investimentos da LU.